# Hole in One
Pour plus de détails, voir Fiche technique et Distribution.
Hole in One est un film américain de Drew Ann Rosenberg sorti en 2010.

## Synopsis
Eric, un golfeur très doué, perd un pari de golf face à deux chirurgiens plasticiens, et décide avec son meilleur ami de regagner ce qu'il a perdu.

## Fiche technique
- Titre : Hole in One
- Réalisation : Drew Ann Rosenberg
- Scénario : Mike Terrell et Mark Maine
- Musique : Larry Groupé
- Photographie : Byron Werner
- Montage : Mark Melnick
- Production : Brise Maine, Vida Maine, Steve Nickell, Bruce A. Pobjoy et Mike Terrell
- Société de production : Angelic Pictures et Big Fish Tales
- Pays :  États-Unis
- Genre : Comédie
- Durée : 100 minutes
- Dates de sortie : 
  -  États-Unis : 9 septembre 2009

## Distribution
- Steve Talley : Eric Keller
- David Ellison : Tyler Hayden
- Dean Cameron : Dr Carlton
- Christopher Showerman : Dr Hamilton
- Sandy Modic : Mandy Hayden
- K.T. Tatara : Mark Zbeitnefski
- Jerad Anderson : Jason Jones
- Jossara Jinaro : Joslyn Whitmore
- Dean Cain : Repo Man
- Patrick Hubbard : Roman Helbron
- Thomas Aske Berg : Fergus MacGuinness
- Rico E. Anderson : Darius 'Ice Pyk' Vernon
- Jordan Engle : JoJo le photographe
- Jillie Reil : Cheryl, l'assistante du docteur
- Steve Giannelli : Dan Daniels

## Confusion
Concernant le film, ce n'est pas un 5e spin-off d'American Pie, beaucoup de personnes se sont trompées en pensant que ce film était un American Pie présente : Hole in One car il est aussi sortis directement en vidéo et que Steve Talley qui a été Dwight Stifler dans American Pie: String Academy et sa suite American Pie présente : Campus en folie, interprète Eric Keller dans celui-ci. Le texte en bas du titre du DVD américain e porte aussi confusion puisqu'il y est écrit : « American Pie plays golf » (American Pie joue au golf).